# Brahim Fassi Fihri
Pour les articles homonymes, voir El Fassi.
Brahim Fassi Fihri (en arabe : إبراهيم الفاسي الفهري) est le président fondateur de l'Institut Amadeus, un think tank marocain.

## Biographie
Brahim Fassi Fihri est le fils de Taïeb Fassi-Fihri, conseiller du roi Mohammed VI et ancien ministre des Affaires étrangères, et de Fathiya Tahiri, artiste-peintre.
Il est le neveu de Ali Fassi-Fihri, directeur général de l’office national de l’électricité et de l’eau potable (ONEE), président de la fédération royale marocaine de football puis président de LafargeHolcim Maroc (jusqu'à 2011).

## Carrière
En 2005, il fonde et préside l'association Amadeus, une association d'étudiants marocains évoluant à l'étranger visant à promouvoir le Maroc. 
En 2007, il est diplômé en sciences politiques de l'Université de Montréal. En mai 2007, il intègre en tant que stagiaire la Direction générale des relations extérieures de la Commission européenne. Il est nommé durant cette période stagiaire du comité d'organisation de la 11e conférence ministérielle Euromed de la transition économique. Il est également diplômé de Sciences Po Paris. 
En juin 2008, il fonde l'Institut Amadeus, dont il devient le président. Il coordonne les activités de l'Institut et apporte son expertise des enjeux politiques contemporains,,,. Il est l'initiateur et le créateur des MEDays en 2008, un forum international organisé en novembre de chaque année à Tanger,,,. Il crée la Global Growth Conference, une conférence internationale sur la croissance économique mondiale, dont la première édition s'est tenue à Rabat en mars 2013.
L'Institut Amadeus a été classé en 2012 à la 18e place mondiale des centres de recherches ayant moins de 5 ans, par l'université de Pennsylvanie dans le Global Go-To Think Tank Ranking Report.
En 2013, l'Institut occupe la 18e position des Think Tanks dans la région MENA (Iran, Turquie et Israël compris). En 2014, l'Institut Amadeus est classé 13e think tanks dans la région MENA, 6e arabe et 1er au Maghreb. Le Forum MEDays est classé à la 49e position mondiale des conférences internationales.